# Roland Haas (Kulturmanager)

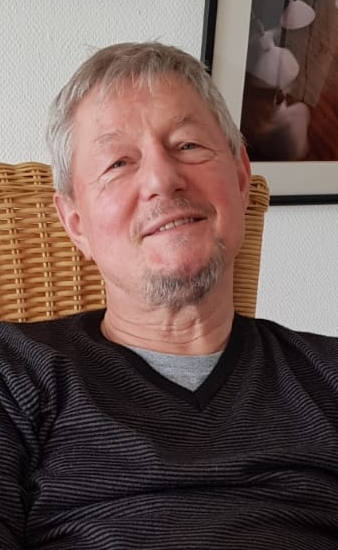
Roland Haas (2022)

Roland Haas (* 4. April 1949 in Frankfurt am Main) ist ein deutscher Kulturmanager, Dramaturg, Regisseur und Autor. Von 2000 bis 2005 war er Rektor der Universität Mozarteum in Salzburg. Im Jahr 2007 gründete er in Wien zusammen mit Vera Brandes das Start-up-Unternehmen Sanoson für Musikwirkungsforschung und Musikmedizin, dessen CEO er bis 2012 war.

## Leben und Wirken

### Studium und Kulturmanager in Rüsselsheim
Roland Haas wurde als Sohn der Eheleute Ferdinand Haas und Katharina Haas, geb. Jourdan, geboren. Nach dem Abitur 1967 am Prälat-Diehl-Realgymnasium in Groß-Gerau studierte er Germanistik, Politikwissenschaft, Theologie, Soziologie und Pädagogik an der Goethe-Universität Frankfurt am Main. 1974 legte er das Staatsexamen für den höheren Schuldienst ab, 1976 wurde er mit seiner Dissertation „Lesend wird sich der Bürger seiner Welt bewusst“ promoviert.
Nach einer kurzen Zeit als Referendar im hessischen Schuldienst im Jahr 1977 folgte eine Anstellung als Kulturmanager in der Stadtverwaltung Rüsselsheim. Hier betreute er den Gastspielbetrieb im städtischen Bespiel-Theater, dazu Musikveranstaltungen im Museum und im Bereich Kinder- und Jugendtheater.

### Wirken als Dramaturg
Nachdem Haas bereits während des Studiums eine Hospitation am Schauspiel Frankfurt absolviert und als Regieassistent und Dramaturg am Frankfurter Theater am Turm sowie als freier Mitarbeiter für den Hessischen Rundfunk gearbeitet hatte, wirkte er ab 1978 am Nationaltheater Mannheim (Intendant: Arnold Petersen) als Dramaturg und stellvertretender künstlerischer Leiter für die im Aufbau befindliche neue Sparte Kinder- und Jugendtheater (später Schnawwl).
Von 2001 bis 2003 war er geschäftsführender Dramaturg (Oper und Schauspiel) am Ulmer Theater (Intendant: Volkmar Clauß), wo er auch eine Ausstellung zur Geschichte des Theaters kuratierte. Auf Einladung des damaligen Ulmer Generalmusikdirektors Eberhard Kloke wurde er zum Mitbegründer und stellvertretenden künstlerischen Leiter der ersten Wiblinger Festspiele in den Höfen der ehemaligen Benediktinerabtei Kloster Wiblingen im Jahr 1983.
Haas wechselte 1983 an das Theater Freiburg als Dramaturg für Oper, Schauspiel und Tanztheater sowie als persönlicher Referent des Intendanten Ulrich Brecht. Hier verantwortete er unter anderem die Dramaturgie für Andrea Breths Inszenierung von Bernarda Albas Haus von Garcia Lorca. Diese Produktion wurde 1985 zum Berliner Theatertreffen eingeladen und bedeutete für Andrea Breth den Durchbruch als Regisseurin. Außerdem war Haas mit der Leitung der Organisation des Theaterfestival Freiburg in den Jahren 1984 und 1985 betraut. Auch leitete er das Freiburger Theatercafé, das sich unter seiner Regie zur wichtigsten Kleinkunstbühne im südwestdeutschen Raum entwickelte.
Während seiner Zeit in Freiburg entstand sein Libretto für die Oper Hunger und Durst der rumänischen Komponistin Violeta Dinescu, einer Kammeroper in 3 Bildern nach dem Bühnenstück La Soif et la Faim von Eugène Ionesco, nachdem Ionesco ihnen in einem persönlichen Treffen dieses Stück zur Bearbeitung vorgeschlagen hatte. Als Auftragskomposition der Städtischen Bühnen Freiburg kam das Werk 1986 am Theater Freiburg zur Uraufführung, eine zweite Aufführung fand 1987 am Theater Bonn statt. Mit einer Ausstellung und Publikation zur Geschichte des Freiburger Theaters beendete Haas sein Wirken in Freiburg.
Im Sommer 1985 ging Haas als Dramaturg für Öffentlichkeitsarbeit ans Schauspiel der Staatstheater Stuttgart unter der Leitung von Intendant Ivan Nagel. Haas veranstaltete im Theaterfoyer Symposien zu Themen des Spielplans (zu Apartheid, AIDS, zur Atomkraft), war Redakteur der Hauspublikationen, ebenso von CD-Editionen der Schauspielmusik der Inszenierungen Bye, Bye Show Bizz von Jérôme Savary und David Mamets Edmond von Gerd Böckmann. Zudem widmete er sich der theaterpädagogischen Arbeit mit Stuttgarter Schulen. Daraus entstanden u. a. didaktische Lehrfilme zur Entstehung einer Inszenierung am Beispiel von Georg Büchners Woyzeck unter der Regie von Jossi Wieler, die er selber konzipierte und realisierte, dies in Zusammenarbeit mit der Landesbildstelle Baden-Württemberg, gefördert vom württembergischen Kultusministerium. Mit dem Wechsel von Intendant Nagel nach Berlin endete 1988 auch Haas’ Tätigkeit am Schauspiel Stuttgart.

### Kulturmanager in Stuttgart (1988–1999)
Ab 1990 leitete Haas in Stuttgart das städtische Varietétheater, nachdem er bereits 1988 mit der Professionalisierung und Modernisierung der Bühne beauftragt worden war. Er wirkte somit auch als Programmgestalter und Regisseur und arbeitete mit internationalen Artisten zusammen. Haas initiierte und leitete den 1. Internationalen Varietepreis Deutschland unter Mitwirkung einer internationalen Jury, 1991 ausgerichtet von der Stadt Stuttgart im Alten Schauspielhaus.
Haas war außerdem Leiter der Stuttgarter Hofkonzerte, die an verschiedenen Spielstätten (unter anderem im Alten Schloss, Schloßplatz, Kurpark Bad Cannstatt) stattfanden und ein breitgefächertes Programm beinhalteten (Oper, Oratorien, Sinfonie- und Kammerkonzerte, Jazz, Popmusik und Cross over-Projekte), wobei Haas auch Regiearbeiten übernahm, zum Beispiel zu Carl Orffs Carmina Burana als großes Tarot-Welttheater auf dem Stuttgarter Schillerplatz. Einer Anregung von Joachim Ernst Berendt folgend entstand im Rahmen der Stuttgarter Hofkonzerte das transkulturelle cross-over-Projekt Rituals of Transformation, eine Zusammenstellung und Aufführung von Mozarts Requiem mit Mantren aus dem Yamantaka- und Mahakala-Ritual des tibetischen Gelugpa Ordens. Unter der musikalischen Leitung von Jörg Peter Weigelt wirkten mit: die Stuttgarter Philharmoniker, Vokalsolisten, der Württembergischen Kammerchor sowie Mönche des exilierten Gelugpa Ordens aus Südindien. Die Uraufführung fand in der Musikhochschule Stuttgart statt, weitere folgten in der Liederhalle und im Münchner Gasteig (Publiziert auf 2 CD Kassetten bei Network Medien 1996).
Außerdem verantwortete Haas 1991 Konzeption und Regie der TV Show für Stuttgart zum Städtewettbewerb des ZDF.
Bereits seit 1990 arbeitete er mit der Protokollabteilung der Landesregierung Baden-Württembergs für Neujahrsempfänge der Ministerpräsidenten Lothar Späth und Erwin Teufel zusammen, von der er auch mit Konzept, Produktion und Regie einer Revue zum 40-jährigen Jubiläum des Landes Baden-Württemberg beauftragt wurde, die 1992 zum Empfang des Ministerpräsidenten in Karlsruhe zur Aufführung gelangte.
Zudem konzipierte und leitete Haas verschiedene Symposien und Kongresse und wirkte vielfältig in der Kulturplanung. Die Austragung der Internationalen Gartenbauausstellung 1993 in Stuttgart führte auf Seiten des Kulturamts zu einem eigenen Programm. So konzipierte Haas dazu die Projekte „Natur im Kopf“ als internationalen interdisziplinären Kongress zum Naturdenken der Gegenwart, der im Juni 1993 stattfand.
Im Rahmen des Städtebauprojektes Stuttgart 21 entwickelte Haas als soziales Planungsprojekt für die multikulturelle Stadtgesellschaft das Konzept eines multiästhetischen Kindergartens als Sozialisations'agentur' namens „Kinderprag“ mittels einer Zukunftswerkstatt mit Bürgern aus angrenzenden vorhandenen Stadtteilen.
Weiters erhielt er 1998 einen Lehrauftrag an der Universität Stuttgart, um Studierenden der Neueren Philologien das Berufsfeld Kultur zu erschließen.

### World Festival of Sacred Music (1999)
Durch das interkulturelle cross-over-Konzert der Stuttgarter Hofkonzerte Rituals of Transformation ergab sich ein Kontakt mit dem Tibetischen Kulturhaus in Neu-Delhi und dessen Leiter Lama Doboom Tulku. Haas wurde in der Folge gebeten, als Teil der internationalen Vorbereitungsgruppe an der Konzeption und Organisation zur Realisierung des World Festival of Sacred Music des Dalai Lama zum Millennium 1999–2001 mitzuwirken. Die Eröffnung des World Festival of Sacred Musik fand 1999 in Los Angeles Hollywood Bowl in Anwesenheit des Dalai Lama statt. Es folgten weitere Festivals wie kleinere Ereignisse in New York, Bangalore, Hiroshima und Berlin (Haus der Kulturen der Welt).

### Rektor der Universität Mozarteum in Salzburg (2000–2005)

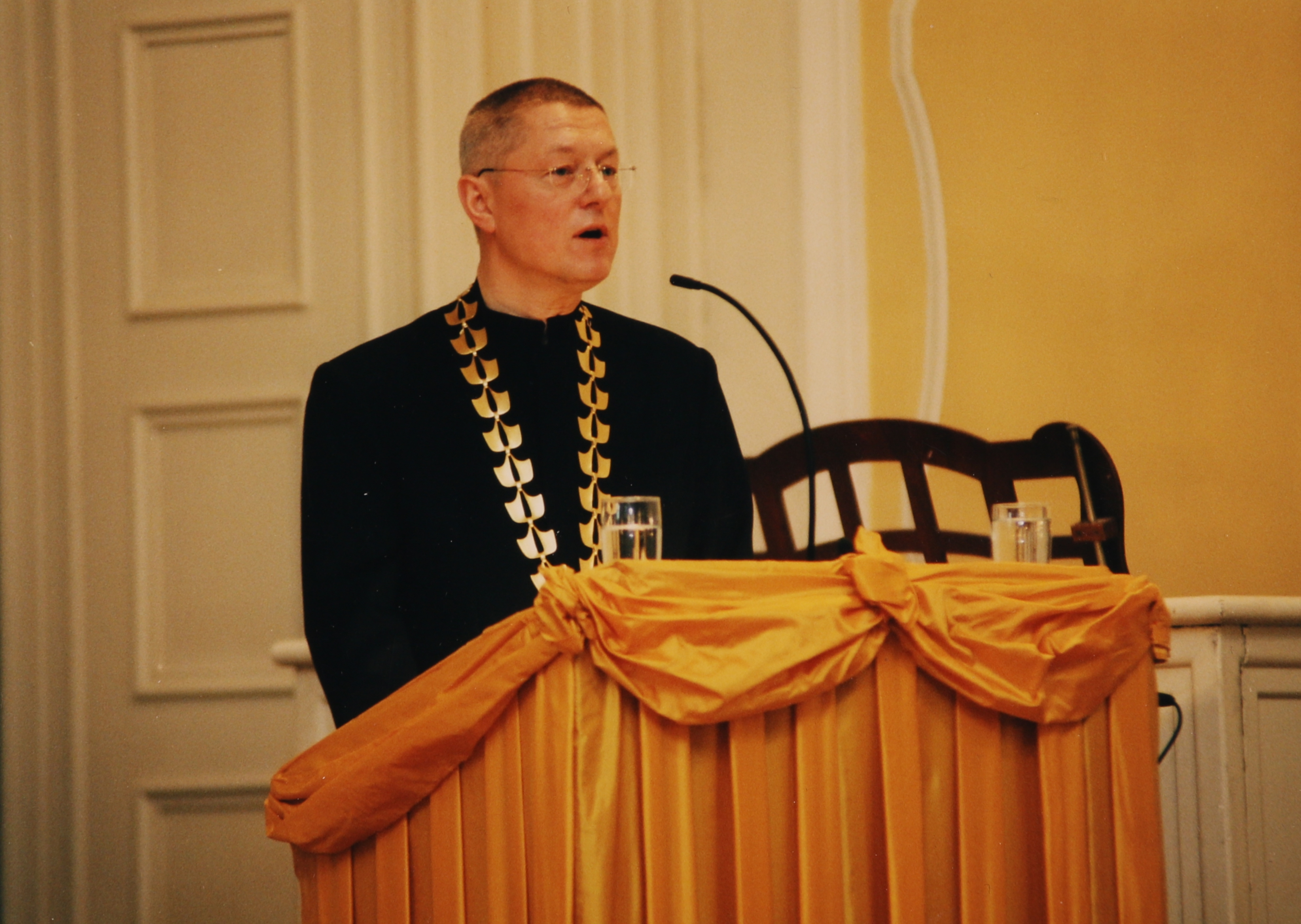
Rede des Rektors zur Inauguration, Mozarteum Salzburg

Im Jahr 2000 wurde Haas zum Rektor der Universität Mozarteum gewählt, als erster Rektor, der nicht zuvor als Professor am Mozarteum gelehrt hatte. Im Juni 2003 erfolgte seine Wiederwahl. In seine Rektoratszeit fielen die Umsetzung der 1. und 2. Hochschulreform in Österreich sowie die Rückführung der seit 1999 in provisorischen Räumen untergebrachten Hochschule in das grundsanierte Stammhaus am Mirabellplatz, die im Jahr 2006 erfolgte.
Haas bemühte sich um die Kooperation der drei Salzburger Universitäten und ihm gelang außerdem erstmals, beachtliche Forschungsgelder des Ministeriums für die Universität zu akquirieren, die zur Erforschung von physiopsychologischer Musikwirkung (Forschungsnetz Mensch und Musik) eingesetzt wurden. Haas war im Jahr 2001 der Initiator dieses Forschungsnetzes und des ersten Kongresses Mensch und Musik im Jahr 2002.
Haas betrieb die Rückführung der Hochschule in den europäischen Verbund der Musikhochschulen und Konservatorien und schloss selber neue Kooperationsabkommen mit den Staatskonservatorien in Shanghai und Peking ab. Gemeinsam mit Helmut Zehetmair initiierte er die Zusammenarbeit mit der Raiffeisenbank Salzburg zur Kammermusikförderung.
Ab 2002 war es seine Aufgabe als Rektor, an der 2. Hochschulreform der neuen ÖVP/FPÖ Regierung mitzuwirken, deren Kern die Abschaffung der Drittelparität in den Entscheidungsgremien der Hochschulen war. Die neuen Mehrheitsverhältnisse in der Hochschule und die kontroverse Zusammensetzung des neuen Universitätsrates erleichterten seine Arbeit nicht. Gleichwohl begann er eine Studien-Kooperation mit dem Vorarlberger Landeskonservatorium und führte auf behördlichen Druck die 1. Internationale Evaluierung der Universität Mozarteum durch, die erste einer österreichischen Kunstuniversität überhaupt. Deren Ergebnisse gaben die triftigsten Gründe, die aus politischen Gründen geplante Aufteilung der Universität zwischen Innsbruck und Salzburg zu verhindern. Es kam zu Spannungen mit dem Universitätsrat, ein geringer Anteil der Professoren des Mozarteums strebte eine Abberufung von Haas als Rektor an. Trotzdem er 2003 mehrheitlich wiedergewählt worden war, erklärte Haas im Herbst 2005 seinen Rücktritt als Rektor zum Ende des Jahres 2005.

### Musikwirkungsforschung
Noch während seiner Tätigkeit am Mozarteum initiierte Haas die Gründung der International Music and Art Research Association Austria (IMAARA), einem österreichischen Verbund von Hochschulen zur Musikwirkungsforschung, der in Zusammenarbeit mit der Stadt Wien (Mozartjahr 2006) und dem Land Niederösterreich die internationalen wissenschaftlichen Kongresse Mozart & Science (2006–2010) zu Musiktherapie und Medizin in Baden bei Wien, in Wien und in Krems organisierte. Haas war Präsident der IMAARA und gab gemeinsam mit Vera Brandes die Zusammenfassung vieler Vorträge in der Publikation Music that works heraus.
Mit dem Ziel der Weiterführung der Musikwirkungsforschung gründete er 2007 in Wien das Startup-Unternehmen SANOSON, gemeinsam mit Vera Brandes. Das Unternehmen konzentrierte sich auf die Forschung im Bereich der Musikmedizin. Von 2007 bis 2012 wirkte Haas als CEO des Unternehmens. Mit öffentlichen Fördermitteln für die Forschungsarbeit entstand zum Beispiel die internationale klinische Studie zur heilsamen Musikwirkung bei Bluthochdruck und mittlerer Depression in Zusammenarbeit mit dem Wiener Hanusch-Krankenhaus (somatische Medizin, Georg Titscher) und dem Institut für Public Health der Universität Heidelberg (Professor Joachim E. Fischer).

### Ausklang des Berufslebens
Nach der Rückkehr in seine hessische Heimat kam es 2012 zu einer Mitarbeit am Internationalen Theater Frankfurt. Anschließend erfolgte eine Zusammenarbeit mit der Fliegenden Volksbühne Frankfurt sowie unter anderem Michael Quast: Für das Büchner-Jahr 2013 konzipierte Haas eine musikalische Büchner-Revue. Zudem erarbeitete er eine Bühnenfassung mit Musik zum West-Östlichen Divan nach Gedichten von Johann Wolfgang von Goethe, die 2014 in der Fliegenden Volksbühne Premiere hatte. Hiermit verabschiedete sich Haas aus dem aktiven Kultur- und Theaterleben in den Ruhestand und wirkte anschließend als freier Redner.

## Privates
Haas heiratete im Jahr 1972 Christine Behrenbruch, 1974 wurde eine Tochter geboren.

## Publikationen (Auswahl)

### Schriften
- Lesend wird sich der Bürger seiner Welt bewusst: Der Schriftsteller Johann Gottfried Schnabel und die deutsche Entwicklung des Bürgertums in der ersten Hälfte des 18. Jahrhunderts. Peter Lang, Frankfurt, New York 1977, ISBN 3-261-02398-8.
- Schülertische. In: Jahrbuch für Lehrer 1978. Hrsg. Johannes Beck / Heiner Boehnke, Rowohlt Verlag, Reinbek bei Hamburg, November 1977 S. 221
- Mitarbeit an ‚Theater zum Radikalenerlass‘, Reihe 'Politisches Theater' Hrsg. Sozialistisches Büro, Offenbach, Verlag 2000. Offenbach, 1978
- Für das Kleine Publikum eine Kleine Kunst? In: Die Deutsche Bühne, Köln, April 1980
- Der Platz des Mitspiels ist nicht die Bühne. In: Die Deutsche Bühne, November, 1980
- Kindertheater, Zwergentheater? In: Die Deutsche Bühne, November 1981
- mit Heiner Willenberg: Theater Lesen Sehen Spielen. Ein Unterrichtsmodell am Beispiel von Georg Büchners Woyzeck. Metzler, Stuttgart 1988, ISBN 3-476-00626-3.
- als Hrsg. mit Vera Brandes: Music that works. Contributions of biology, neurophysiology, psychology, sociology, medicine and musicology. Springer Wien/New York 2009, ISBN 978-3-211-75120-6, doi:10.1007/978-3-211-75121-3
- Originalbeiträge in Programmheften der Theater: Nationaltheater Mannheim (Bizet, Carmen, - 1980); Ulmer Theater (Mozart, Don Giovanni, 1982), Wiblinger Festspiele, Ulm 1983 (Programmheft), Freiburger Theater, (Lorca Bernarda Albas Haus, 1984)
- Bühnen-Programme: Lieder aus dem alten Spanien, Freiburg 1984; Rotich-weiss-rot, Freiburg, 1984; Die Gnade der späten Geburt, Stuttgart 1987; ‚Den Stern die Nas’ schneuze, Musikalisches Programm zu Georg Büchner, im Büchnerjahr, Frankfurt, 2013; Szenische Lesung: Westöstlicher Divan, Frankfurt, 2014.

### Libretto
- Oper Hunger und Durst von Violeta Dinescu, Kammeroper in 3 Bildern nach dem Ionescos Bühnenstück La Soif et la Faim.[11] Eine Auftragskomposition der Städtischen Bühnen Freiburg, Uraufführung 1986 am Theater Freiburg zur Uraufführung[11]

## Filmografie
- Wie entsteht Theater? Vier Filme (Regiekonzept, Bühnenbild, Rollenarbeit, Szenen ca. 80 Min) erschienen beim Institut für Film und Bild in Wissenschaft und Unterricht (FWU) Grünwald bei München, 1988.